# فرانسوا كلير
فرانسوا كلير (بالفرنسية: François Clerc) (18 أبريل 1983 في بورغ-أون-بريس، أين) مدافع فرنسي في لعبة كرة القدم، يلعب حاليا في مركز الظهير الأيمن في نادي ليون.

## المسيرة الرياضية
انضم إلى نادي ليون صغيرا ولكنه أمضى موسم 2004/2005 معارا إلى نادي تولوز ثم عاد إلى ناديه الأصلي. في الموسم التالي استطاع أن يستغل الخبرة التي اكتسبها في الموسم الفائت وأنت يشارك في 19 مباراة في مختلف البطولات المحلية والقارية. شارك مع منتخب فرنسا تحت 21 سنة في مباراتين في نهائيات بطولة كأس الأمم الأوروبية للشباب تحت 21 سنة في سنة 2006. شعر بالصدمة عندما تمت دعوته للانضمام إلى صفوف منتخب فرنسا لمواجهة منتخب سلوفينيا في مارس 2006 ولكنه لم يشارك في المباراة. شارك في أولى مبارياته الدولية أمام منتخب جزر فارو في 11 أكتوبر 2006. ثم شارك في عدة مباريات دولية بديلا عن الأساسي ويلي سانيول كما شارك أساسيا في بعض المباريات عندما غاب سانيول في سنة 2007 بسبب الإصابة في الركبة. ما زال مدرب منتخب فرنسا ريموند دومينيك محتار في من يخلف سانيول في مركز الظهير الأيمن بعد اعتزاله حيث ما زال يفاضل بين كلير وبكاري سانيا ولاسانا ديارا. حاليا يتنافس كلير مع أنتوني ريفيلير على حجز مركز الظهير الأيمن في فريق ليون علما بأنه شارك في عدة مباريات في مركز الجناح الأيمن عندما يلعب الفريق بطريقة 4-3-3 ولكن مع تحقيق بعض النجاح. سجل هدفه الأول لصالح فريق ليون في بطولة دوري الدرجة الأولى في 2 ديسمبر 2007 في مرمى فريق ستراسبورغ. تم إيقافه لمدة 4 مباريات لأنه وقع على عقد مبدئي للانتقال إلى نادي مرسيليا ولكنه لم يلتزم به.

## روابط خارجية
- فرانسوا كلير على موقع رابطة كرة القدم الفرنسية للمحترفين (الإنجليزية)
- فرانسوا كلير على موقع قاعدة بيانات كرة القدم.إي يو (الإنجليزية)
- فرانسوا كلير على موقع ليكيب (الفرنسية)
- فرانسوا كلير على موقع ناشيونال فوتبول تيمز (الإنجليزية)
- فرانسوا كلير على موقع Soccerway.com (الإنجليزية)
- فرانسوا كلير على موقع عالم كرة القدم.نت (الإنجليزية)